# Miltogramma minuscula
Miltogramma minuscula är en tvåvingeart som först beskrevs av Walker 1871.  Miltogramma minuscula ingår i släktet Miltogramma och familjen köttflugor.
Artens utbredningsområde är Saudiarabien. Inga underarter finns listade i Catalogue of Life.